# Mafeteng
Koordinaten: 29° 49′ S, 27° 15′ O

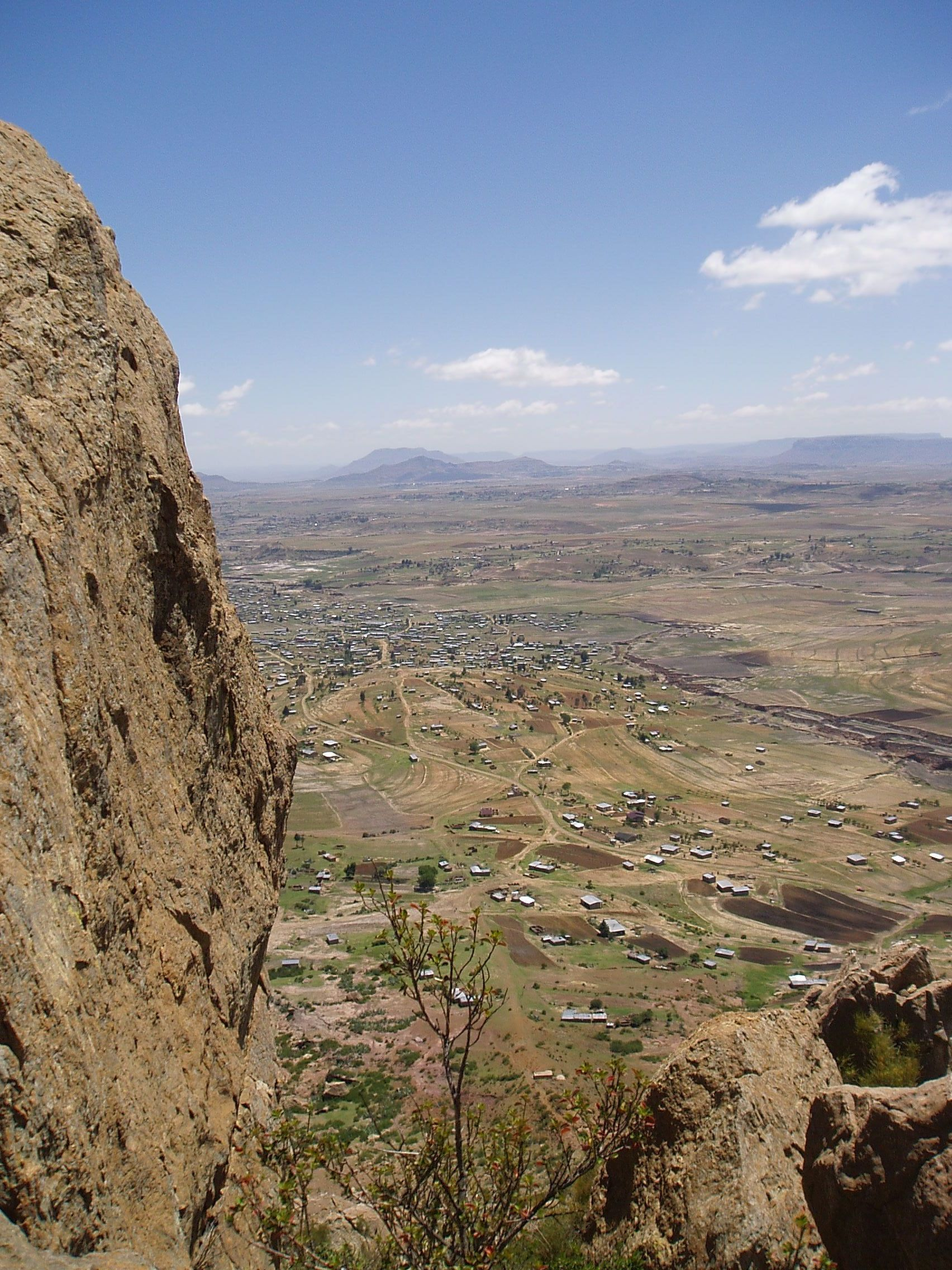
Blick auf Mafeteng (2006)

Mafeteng ist die Hauptstadt des Distrikts Mafeteng in Lesotho. Sie liegt rund 76 km südwestlich der Hauptstadt Maseru und ist die westlichste Stadt des Landes.

## Geschichte
Mafeteng wurde 1874 gegründet. Sie wurde benannt nach dem französischen Missionarssohn Emile Rolland, der Lefeta (deutsch: der Mann, der vorbeigeht) genannt wurde. Wörtlich heißt Mafeteng: der Ort von Lefetas Leuten. Hatte die Stadt 1986 noch 12.598 Einwohner, waren es bei der Volkszählung 1996 bereits 20.804. Für 2005 ging man bereits von 57.000 Einwohnern aus. 2016 wurden 39.574 Einwohner gezählt. Damit ist Mafeteng die viertgrößte Stadt Lesothos.

## Infrastruktur
Heute beherbergt die Stadt viele Schulen und administrative Einrichtungen.

### Wirtschaft
In Mafeteng gibt es die Firma Lesotho Pharmaceutical Corporation (LPC), die Pharmazeutika herstellt und in mehrere Länder der Region exportiert.

### Verkehr
Von der Stadt fahren Busse und Sammeltaxis in viele Richtungen.